# Bareto
Bareto est un groupe de musique tropicale péruvien mêlant cumbia, chicha et merengue. Il est nommé deux fois aux Latin Grammy Awards en 2012 et 2016. En mars 2013, leur tournée les a conduits aux États-Unis, où ils se sont produits à guichets fermés à Washington DC, New York, Connecticut et San Francisco, et ont participé au festival South by Southwest à Austin, au Texas. Ils ont également joué au Brésil et au Japon.

## Biographie

### Débuts (2003-2005)
L'histoire du groupe commence en 2003, en suivant la tradition des groupes péruviens des années 1970 comme Black Sugar et Los Belking's.
En 2005, ils sortent l'EP Ombligo : cinq chansons enregistrées en direct sur un album dont seulement 500 exemplaires ont été faites. Il comprenait 3 compositions originales en format quartet (Ombligo, Bambam et Tarantino) et 2 versions concert de Cantaloop Island (Herbie Hancock) et Marcus Garvey (Burning Spear), ce dernier incorporant pour la première fois des vents, un saxophone et une trompette.

### Boleto(2006-2007)
En 2006, sort leur premier album, Boleto, où le groupe mélange reggae et ska jamaïcain (musique de fête, célébrant la liberté) avec des airs latins, parmi lesquels la cumbia apparaît déjà (comme dans La Calor et leur reprise de La del brazo, du groupe de rock péruvien Frágil). Il est enregistré par Tato del Campo dans les studios d'Iempsa. L'album contient 9 compositions originales qui combinent reggae, ska et funk avec des airs tropicaux et latins, ainsi qu'une reprise de la chanson La del Brazo, du groupe de rock Frágil. Cet album assiste à une petite amélioration dans le son du groupe, incorporant des percussions et des instruments à vents dans sa structure de base.

### Autres albums (2008—2011)
En septembre 2008, profitant de la vague de revalorisation de la cumbia classique, Bareto a présenté son deuxième album Cumbia, un album entièrement composé de chansons de la cumbia péruvienne et du répertoire populaire latino-américain. Cet album est un léger changement pour Bareto en tant que groupe local. L'album, qui contient des reprises de classiques de la musique populaire amazonienne et de la cumbia péruvienne, est devenu un message implicite : la musique appartient à tout le monde et est pour tout le monde. L'invité spécial Wilindoro Cacique participe au chant. Cumbia est certifié disque d'or (disco de oro) pour les ventes trois mois seulement après sa sortie.
Bareto termine l'année 2009 en publiant Sodoma y gamarra, un album qui le ramène à la recherche de nouvelles sonorités qui reflètent le caractère chaotique et éclectique de l'espace dans lequel nous, Péruviens, vivons, en fusionnant la richesse musicale du Pérou avec les sons et les rythmes du monde. La chanson No juegue con el diablo faisait partie de la bande sonore du feuilleton Los Exitosos Gome$. La chanson La distancia est interprétée avec Dina Páucar.

### Ves lo que quieres ver(depuis 2012)
Bareto sort l'album Ves lo que quieres ver en mai 2012. Dans ce cas, il s'agit de chansons chantées, qui reprennent les fusions musicales qu'ils avaient déjà jouées, et qui abordent des thèmes de critique sociale. Le premier single est Camaleón. Ce nouvel album marque également la transition de Bareto vers les marchés internationaux et est accompagné de tournées au Japon, aux États-Unis et au Brésil. En outre, le groupe participe au festival 7 Mares au Pérou, où le succès de Manu Chao, ex-Mano Negra, est l'acte principal. En septembre 2012, le groupe sort le deuxième single, Matagalán, avec Kevin Johansen. En octobre 2012, l'album est nommé pour un Latin Grammy Award pour la meilleure pochette.
En mars 2013, ils entament leur première tournée indépendante aux États-Unis, se produisant à Washington DC (Howard Theatre), New York (Stage 48), San Francisco (2 spectacles au Yoshi's), ainsi que leurs débuts au festival South by Southwest à Austin, Texas, où ils particepent également au showcase Womex.

## Discographie

### Albums studio
- 2006 : Boleto
- 2012 : Ves lo que quieres ver
- 2015 : Impredecible
- 2022 : El Amor No Es Para Los Debiles

### EP
- 2005 : Ombligo
- 2009 : Sodoma y gamarra
- 2019 : Cumbia (10 aniversario)

### Autres
- 2008 : Cumbia (album hommage)
- 2013 : 10 años (compilation)
- 2018 : Cumbia (10 aniversario) (édition spéciale)

## Distinctions
- 2013 : Premio Luces du groupe de l'année[6]